# Sainte-Thorette
Sainte-Thorette é uma comuna francesa na região administrativa do Centro, no departamento Cher. Estende-se por uma área de 26,63 km². Em 2010 a comuna tinha 483 habitantes (densidade: 18,1 hab./km²).